# Aire d'attraction de Sainte-Maxime
L'aire d'attraction de Sainte-Maxime est un zonage d'étude défini par l'Insee pour caractériser l’influence de la commune de Sainte-Maxime sur les communes environnantes. Publiée en octobre 2020, elle se substitue à l'aire urbaine de Sainte-Maxime, qui comportait 2 communes dans le zonage de 2010.

### Carte

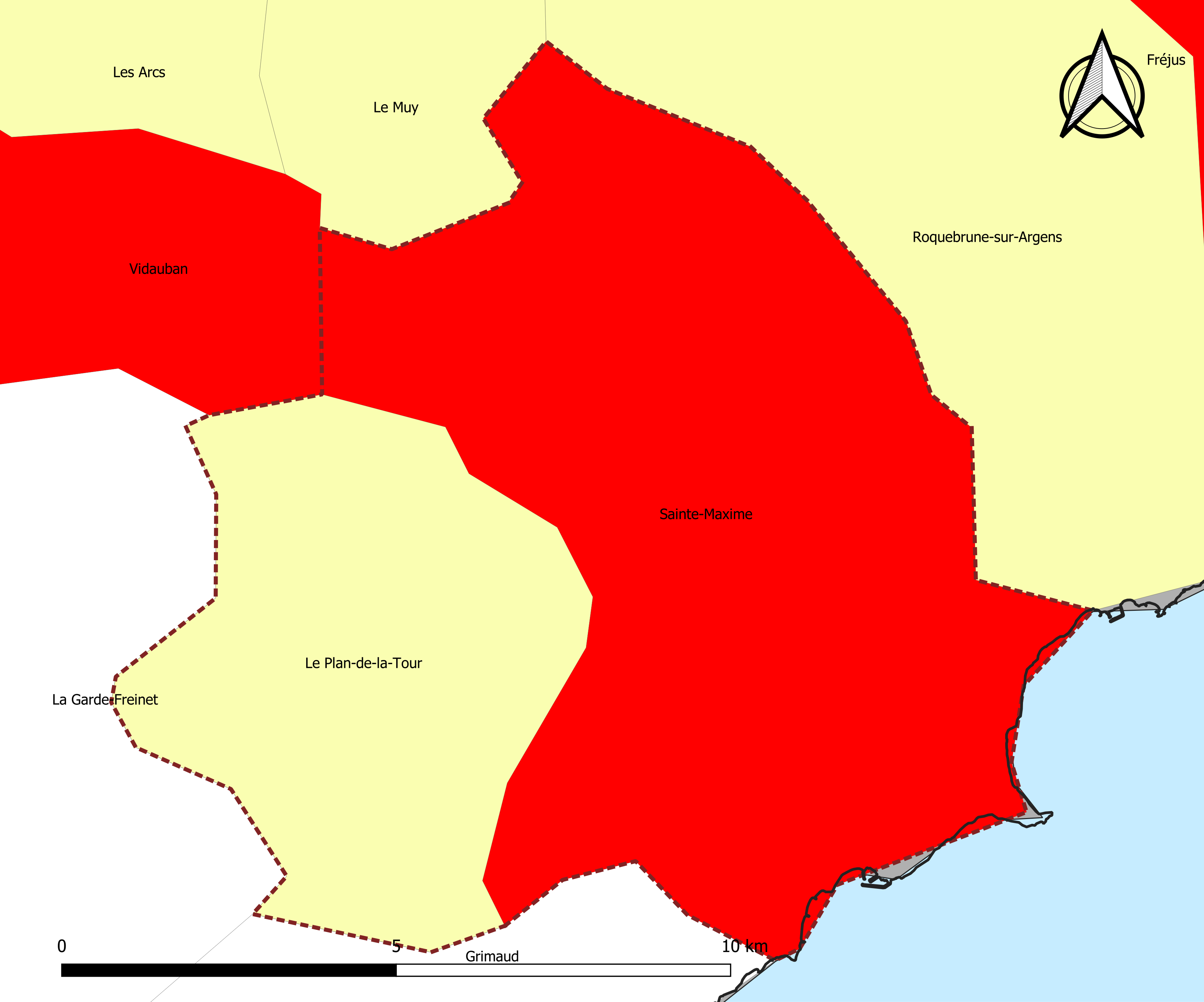
Carte de l'aire d'attraction de Sainte-Maxime.
Commune-centre
Commune de la couronne

## Définition
L'aire d'attraction d'une ville est composée d’un pôle, défini à partir de critères de population et d’emploi ainsi que d’une couronne constituée des communes dont au moins 15 % des actifs travaillent dans le pôle. Le pôle d’attraction constitue ainsi un point de convergence des déplacements domicile-travail,.

## Géographie
L’aire d'attraction de Sainte-Maxime est une aire intra-départementale qui comporte 2 communes dans le Var. 

### Composition communale
| Nom                            | Code Insee | Département | Statut                 | Superficie (km2) | Population (dernière pop. légale) | Densité (hab./km2) | Modifier                                    |
| ------------------------------ | ---------- | ----------- | ---------------------- | ---------------- | --------------------------------- | ------------------ | ------------------------------------------- |
| Sainte-Maxime (commune-centre) | 83115      | Var         | commune-centre         | 81,61            | 14 394 (2022)                     | 176                | modifier les données · modifier les données |
| Le Plan-de-la-Tour             | 83094      | Var         | commune de la couronne | 36,80            | 3 068 (2022)                      | 83                 | modifier les données · modifier les données |

## Démographie
Cette aire est catégorisée dans les aires de moins de 50 000 habitants, une catégorie qui regroupe 12,2 % de la population au niveau national,.